# Pog (Spiel)

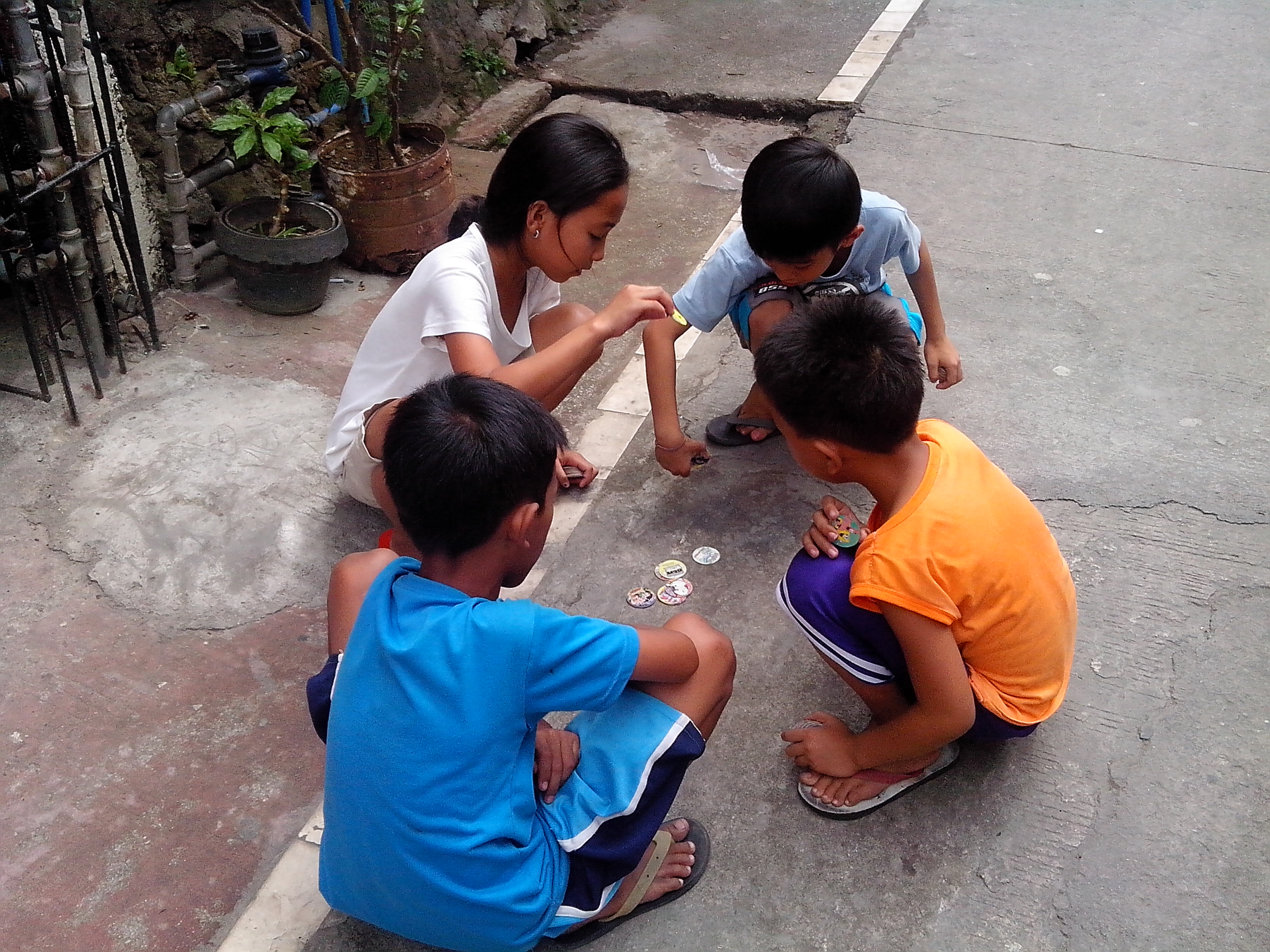
Spielsituation

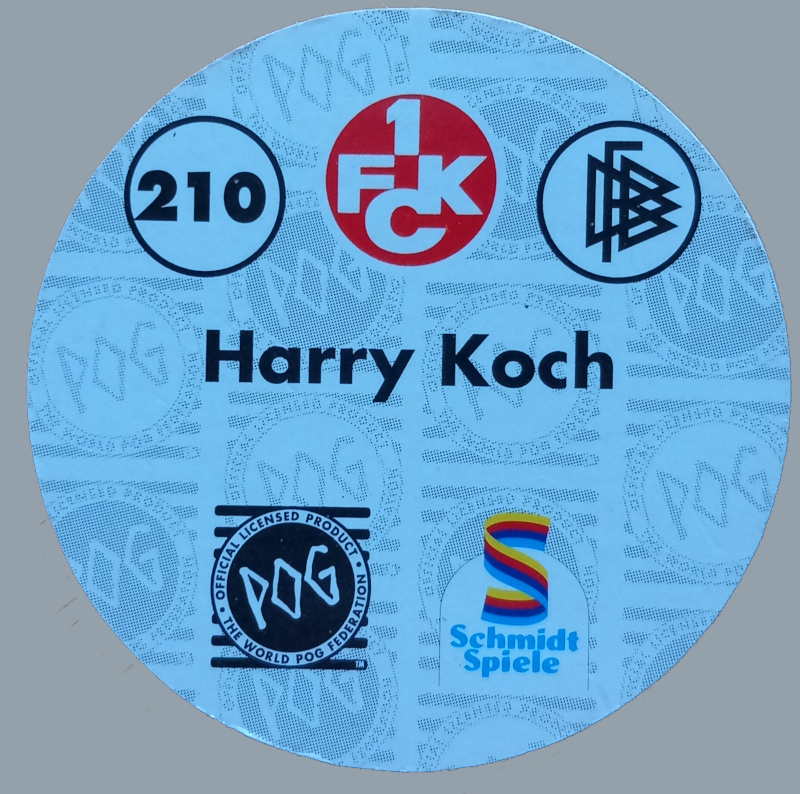
Cap der Serie zur deutschen Fußball-Bundesliga (Rückseite)

Pogs ist ein Spiel, in dem man mit einer kleinen Scheibe aus Metall oder Plastik, dem Slammer (auch Kini, Schnipper oder Wurfscheibe genannt), versucht, gestapelte Pappscheiben (Pogs, Milkcaps, Caps, Tazos oder Chips genannt) umzudrehen.

## Geschichte
Die Ursprünge des Spiels gehen auf die USA im Jahre 1927 zurück. Damals brachte Haleakala Dairy's in Hawaii einen Fruchtsaft auf den Markt, dessen Flaschen mit kleinen, runden Pappkappen versiegelt wurden. Aufgrund wirtschaftlicher Probleme waren Spielzeuge zu dieser Zeit rar, weswegen die hawaiianischen Kinder begannen die bunten Pappscheiben zu sammeln und damit zu spielen. Auch der Name des Spiels, POGs, leitet sich aus dieser Zeit ab, da der Fruchtsaft in der Geschmacksrichtung Passionsfrucht- Orange-Guave verkauft wurde.
Über Jahrzehnte hinweg blieb POG ein kleines, lokales, beizeiten vergessenes Phänomen, bis die Lehrerin Blossom Galbiso, die Mother of Pogs, im Jahre 1991 entschied, das Spiel ihrer Kindheit mit den Schülern ihrer Klasse zu teilen. Dadurch gingen POGs erneut viral und erreichten 1993 mit Kalifornien das amerikanische Festland. Dort entstanden die ersten Turniere und die ersten bekannten Hersteller, welche den wachsenden Bedarf an Slammern und Chips deckten. Mitte der neunziger Jahre erlebte die Popularität und Kommerzialisierung des Spiels ihren kurzen Höhepunkt. Sinnbildlich für den Hype steht die „World POG Federation“, welche sich 1994 gründete. Zum einen trat sie als Hersteller und Distributor der Caps in Erscheinung und zum anderen steigerte sie die Bekanntheit des Spiels massiv, wodurch die Caps 1995 zu einem internationalen Hit wurden und sich alleine in Großbritannien über 30 Millionen Mal verkauften. Die Erfolgsgeschichte war jedoch nur von kurzer Dauer, weshalb die „World POG Federation“ nur ein Jahr später Konkurs anmelden musste.
Zu den bekanntesten Herstellern gehörten die Original Pogs, Chupa Caps oder Mad Caps, wobei man zu Hochzeiten des Trends die Caps auch in Kellogg’s-Verpackungen und Nutella-Gläsern finden konnte.

## Aktuelle Situation
In der heutigen Zeit bestehen mehrere kleinere, lokale Spielvereinigungen, welche Teil einer Sammlerszene sind, die zum Teil hohe Preise für seltene Caps und Slammer bezahlt. Parallel dazu gibt es Bestrebungen die Vielzahl an Pogs zu dokumentieren und digitalisieren, um sie für die Nachwelt zu erhalten.

## Spielweise und Regeln
Es gibt mehrere Möglichkeiten Pog zu spielen, wovon die folgende Spielweise die üblichste ist:
- Jeder Spieler setzt die gleiche Anzahl Caps, welche mit der Bildseite nach unten zu einem Stack gestapelt werden.
- Es beginnt derjenige Spieler, dessen Slammer sich am längsten dreht (Spinning).
- Beim Slammen werfen nun die Spieler nacheinander ihren Slammer auf den Stack und nehmen sämtliche Caps auf, welche sie erfolgreich auf die Bildseite gedreht haben.
- Die Caps, welche nicht umgedreht wurden, werden vor jedem Wurf erneut zu einem Stack aufgestapelt.
- Sieger der Spielrunde ist derjenige Spieler, welcher die meisten Caps umgedreht hat.

## Strategien und Techniken
In der Spielszene existieren mindestens 8 verschiedene Wurftechniken, die beim POG-Spiel zum Einsatz kommen.
1. Dart: Dies ist die Standardtechnik, bei welcher der Slammer wie ein Dart-Pfeil zwischen Daumen und Zeigefinger gehalten wird.
2. Beim Slap Shot wird der Kini flach auf die Fingerspitzen gelegt und vom Daumen freigelassen, sobald die Wurfhand ausholt.
3. Der Googlie ähnelt dem Dartwurf, wobei jedoch der Mittelfinger den Slammer hält und der Zeigefinger lediglich auf der Wurfscheibe ruht.
4. Um den letzten Cap umzudrehen, wird meist der Whammie gewählt, welcher durch Verwendung des Zeige- und Mittelfingers den besten Spin erzielt.
5. Für offizielle Turnierspiele in Amerika wurde der Tournament entworfen; eine Wurfart, die das Mitwirken des Daumens verbietet.
6. Der Slide Shot ähnelt mehr einem Schnipsen als einem Werfen, da der Slammer wie eine Münze vom Daumen nach oben gehoben wird.
7. Beim Kini Kung Fu wird die Wurfkraft durch einen Sprung in die Luft verstärkt und ist eher als Showeinlage, denn als akkurate Wurftechnik zu verstehen.
8. Der Drop Shot kombiniert Kraft mit Genauigkeit, da durch einen Squat während des Wurfs der Kini mit geringerer Geschwindigkeit platziert wird.

## Trivia
Der Army & Air Force Exchange Service verwendet Pogs als mögliches Zahlungsmittel. So wurden die Caps beispielsweise im Irakkrieg und dem Afghanistan-Krieg verwendet. Der Grund für die Verwendung von Pogs als Währung ist der, dass die Kosten für Überseeflüge sehr hoch und die Kapazitäten für Gepäck begrenzt sind. Münzen wiegen wesentlich mehr als die Papp-Pogs.